# Agathaumas sylvestris
Agathaumas sylvestris és el nom donat a les restes fòssils d'un gran ceratòpsid trobades a Wyoming. Va viure durant el Cretaci superior (Maastrichtià), fa entre 65 i 70 milions d'anys. És important, ja que es tracta del primer ceratopsià les restes del qual foren trobades i descrites per un paleontòleg. Aquesta espècie es coneix molt poc a causa del fet que els únics fòssils trobats són de la meitat posterior del dinosaure. Es considera nomen dubium i es discuteix si en realitat es tracta d'un triceratop o d'un torosaure.